# Plopkap

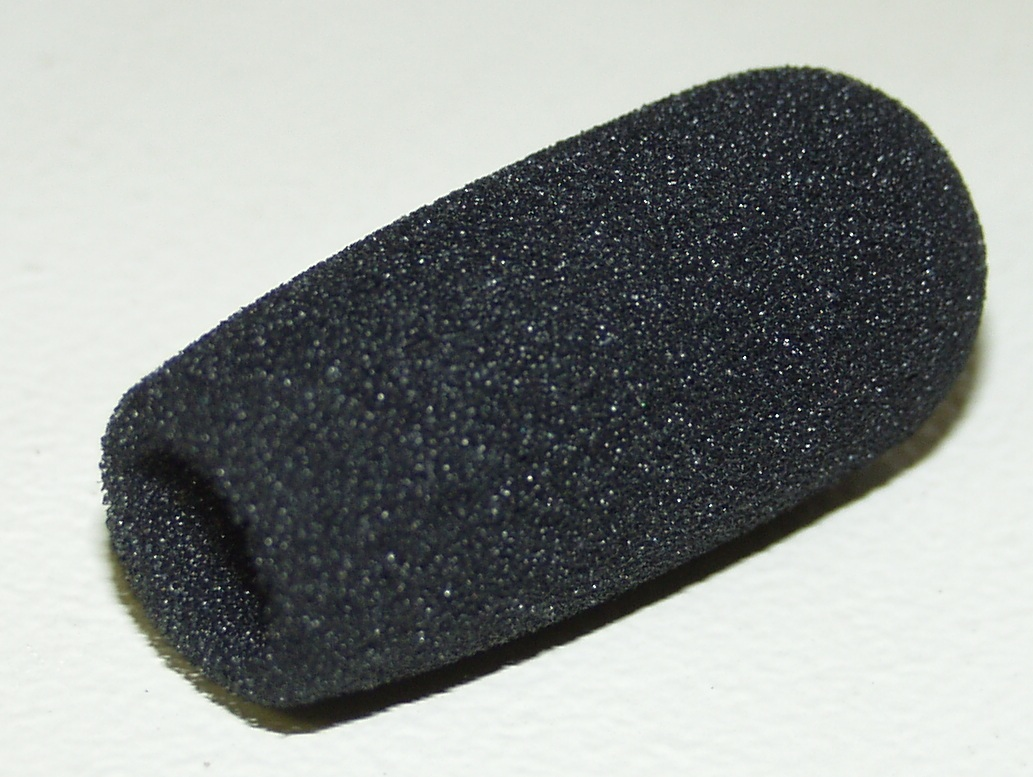
Plopkap

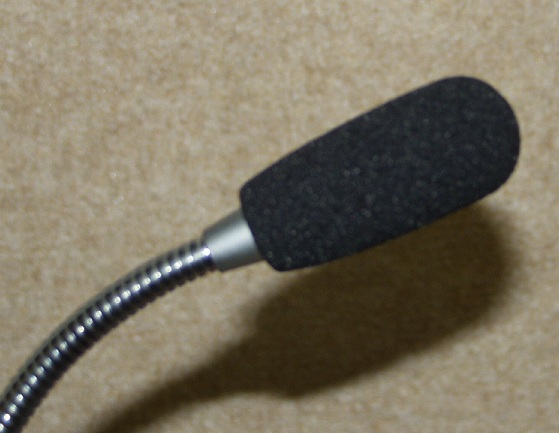
Microfoon met plopkap

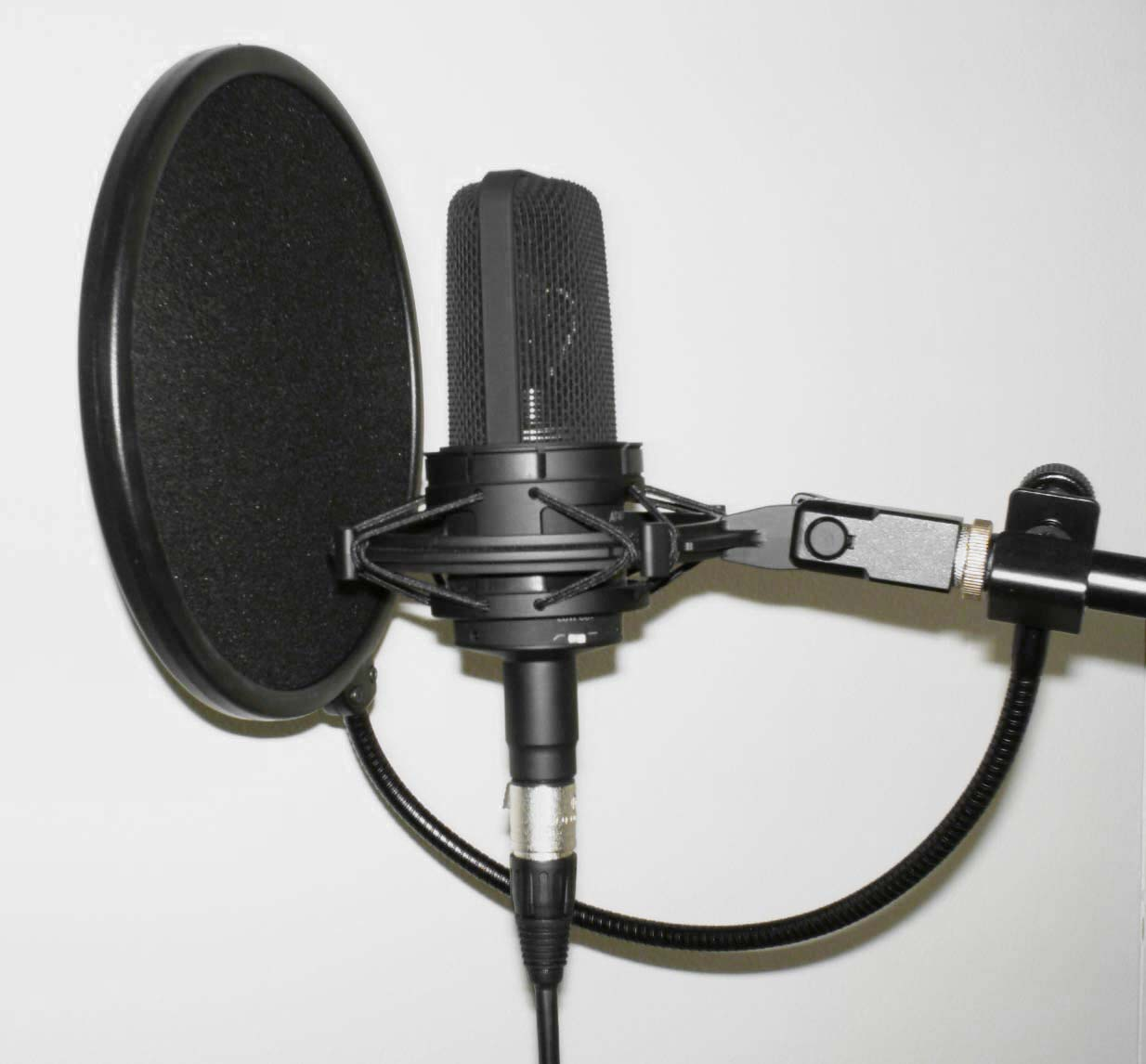
Een microfoon met antiplopscherm

Een plopkap is een benaming voor een kapje dat over een microfoon geschoven wordt om het zogeheten 'ploppen' (ten gevolge van plosieven als 'p' en 'b') tegen te gaan. 
Ook dient het ter voorkoming van het binnendringen van vuil en speeksel in de microfoon.
Plopkappen worden meestal gemaakt van schuimrubber, maar vroeger werden ook linnen doekjes gebruikt. Condensatormicrofoons hebben over het algemeen meer last van 'ploppen' dan dynamische microfoons.
In opnamestudio's wordt in plaats van een plopkap vaak een plopscherm (pop screen) gebruikt, een stukje stof dat met een zwanenhalssysteem tussen de microfoon en de geluidsbron wordt geplaatst.
Plopkappen worden vaak voorzien van reclameopdrukken, zoals het omroeplogo.